# Mary Quant
Barbara Mary Quant, dite Mary Quant, est une styliste britannique, née le 11 février 1930 à Blackheath et morte le 13 avril 2023 dans le Surrey. Elle fait partie des créateurs ayant donné naissance à la minijupe.

## Biographie

### Études et débuts dans la mode
Née à Blackheath dans le sud-est de Londres de parents enseignants gallois (Jack et Mary Quant, issus d'une famille de mineurs), Mary Quant étudie à la Blackheath High School (en) puis l’illustration à l’université de Goldsmiths (où elle rencontre son futur mari Alexander Plunket-Greene), les écoles d'art étant désormais ouvertes à la classe ouvrière depuis la récente gratuité de l'enseignement supérieur, ce qui est à l'origine du Swinging London. Elle décroche par la suite un poste chez un couturier. En octobre 1955, elle s’associe à son mari et leur comptable Archie McNair pour ouvrir une boutique de fripes sur King's Road à Londres, le « Bazaar », entièrement réaménagé plus tard par le designer Terence Conran. En 1965, à la suite de ces travaux, la boutique nouvelle devient un lieu de rencontres artistiques, mélange de musique, design et art.
À la suite des bonnes ventes obtenues pour un modèle innovant de pyjamas, et se trouvant insatisfaite de la variété de vêtements qui lui étaient présentés, Mary Quant décide de créer sa propre ligne de vêtements. Travaillant au départ uniquement seule, elle emploie par la suite une poignée de confectionneurs ; en 1966, elle travaillait avec dix-huit fabricants différents, mis en concurrence.

### Création de la mini-jupe et ascension
Ses jupes devenaient de plus en plus courtes depuis 1958, une évolution qu’elle considère pratique et libératrice, permettant aux femmes de courir après un bus. La minijupe, qui l’a rendue célèbre, est devenue la référence de la mode des années 1960. La minijupe était également développée par André Courrèges, sans qu'on sache réellement qui a eu l’idée le premier,. Mary Quant a nommé la minijupe d’après son modèle de voiture préféré, la Mini 1000.

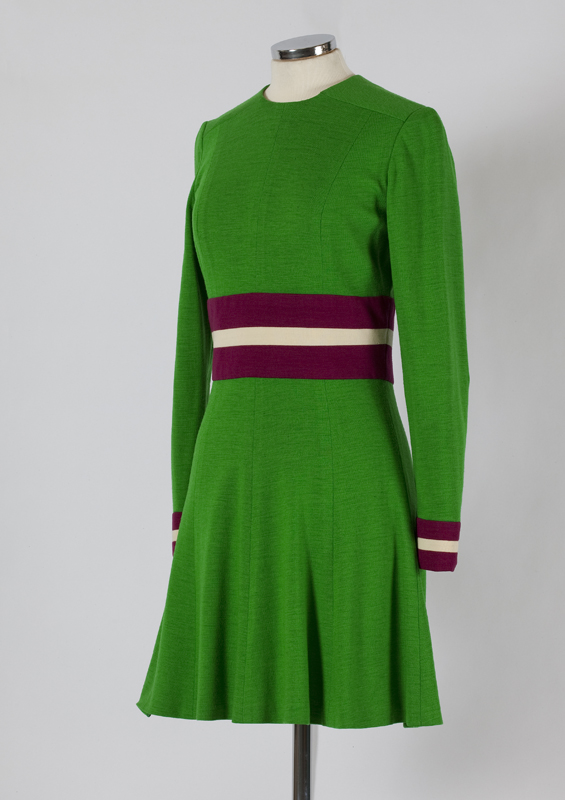
Mini-robe par Mary Quant, années 1960 (collection de la Fondation ethnographique du Péloponnèse, Nauplie).

En 1961, Mary Quant ouvre un second Bazaar à Knightsbridge. Elle décrit ses boutiques comme « une sorte de cocktail permanent ». Dès le milieu des années 1960, elle exporte le London Look vers les États-Unis,, tout d'abord chez J. C. Penney. Pour répondre à la demande, elle s’engage dans la production de masse, mettant en place le groupe Ginger. Sa popularité est à son apogée dans les années 1960, époque durant laquelle elle produit la courte « micro-minijupe », le maquillage « boîte de peinture », et les imperméables en plastique. Elle est alors un symbole de la mode de la capitale britannique et fer de lance du Youthquake. À la fin des années 1960, elle lance le short (« hot pants »), qui est sa dernière création de mode. Durant les années 1970 et 1980, elle s’intéresse aux accessoires de maison et au maquillage.

### La «Mini Quant»
En 1988, Mary Quant dessine l’intérieur de la nouvelle Mini 1000 Designer, : sièges rayés en noir et blanc, tableau de bord rouge, ceintures de sécurité rouges, sièges conducteur et passager signés en haut à gauche. Le volant porte également la signature de Mary Quant. Les phares, les garde-boue, les poignées de portes et les pare-chocs sont gris mat, à la place des classiques finitions noires ou chromées. Deux mille véhicules sont commercialisés en Grande-Bretagne à partir du 15 juin 1988 ; un certain nombre de Mini supplémentaires ont été fabriquées pour les marchés étrangers. L’édition spéciale de la Mini a été présentée en deux couleurs de carrosserie : noir et blanc laiteux.

### Démission et legs
En 2000, elle démissionne de son poste de directrice de Mary Quant Ltd., sa compagnie de cosmétiques, après un rachat par un groupe japonais. Il existe plus de 200 boutiques aux couleurs de Mary Quant au Japon, où la mode Quant garde une certaine popularité.

### Mort
Mary Quant meurt 13 avril 2023 à l'âge de 93 ans, à son domicile dans le Surrey,. Crématisée, ses cendres ont été dispersées dans le jardin de sa propriété.

## Distinctions

### Décorations
- Dame commandeur de l'ordre de l'Empire britannique (31 décembre 2014)
- Membre de l'ordre des compagnons d'honneur (2022)

### Autres distinctions
- Membre du Chartered Society of Designers, et gagnante de la médaille Minerva, plus haute récompense de la société.

### Hommage
Laurent Voulzy lui a consacré une chanson, Mary Quant, sur l'album Avril sorti en 2001.

## Publication
- Quant by Quant (autobiographie), V & A Publishing, 1966, rééd. 2012.